# Kagmán
Kagmán es una localidad de las Islas Marianas del Norte, en la isla de Saipán.
- Datos: Q11733292